# Questioning
Il questioning, ossia la messa in discussione del proprio orientamento sessuale, identità sessuale, identità di genere o tutti e tre, è un processo di esplorazione da parte di persone che possono essere incerte, ancora in fase di comprensione o preoccupate di applicare un'etichetta sociale a se stesse per vari motivi. La lettera "Q", talvolta aggiunta alla fine dell'acronimo LGBT (lesbica, gay, bisessuale, transgender), può riferirsi sia a queer che a questioning. 
L'orientamento sessuale, l'identità sessuale o il genere non sempre coincidono tra loro; il che significa, ad esempio, che se un individuo si identifica come eterosessuale, potrebbe non solo essere attratto da qualcuno del sesso opposto e avere interazioni sessuali con qualcuno dello stesso sesso senza necessariamente identificarsi come bisessuale. La consapevolezza che non sia necessario applicare a se stessi alcun tipo di etichetta di genere o sessualità è relativamente pubblica e socialmente prominente ai giorni nostri, insieme al genere e alla fluidità sessuale, che sono anche discussi e accettati più apertamente nella società odierna. Gli individui che non si identificano come maschi, femmine, transgender, eterosessuali, omosessuali, bisessuali, asessuali o sentono che la loro sessualità è fluida, possono riferirsi a se stessi come gender neutral, genderqueer, non binari o agender.

## Adolescenti e altri giovani
Durante la fase dell'adolescenza, le nozioni di mettere in discussione la propria sessualità o genere, insieme alle diverse aree ad essa correlate, possono sorgere quando inizia a formarsi la costruzione dell'identità. È una fase in cui spesso si verificano esplorazione, apprendimento e sperimentazione. Mentre alcuni giovani hanno pochi o nessun problema nell'autoidentificarsi, altri incontrano molta confusione e incertezza in questa fase. Possono avere problemi nel comprendere la propria sessualità, orientamento sessuale, identità di genere o se rientrano o meno in etichette normative sociali preconcette. Gli studi hanno dimostrato che il 57% delle persone ha avuto per la prima volta pensieri di messa in discussione della propria sessualità o genere tra gli 11 e i 15 anni. 

### Comportamenti e sviluppo
Secondo Sarah Gardner, i modi in cui gli esseri umani si comportano si basano su 5 bisogni fondamentali: sopravvivenza, amore e appartenenza, potere, libertà e divertimento. Un individuo cambierà i propri comportamenti per soddisfare questi bisogni. Nel caso di giovani in fase di questioning, alcuni o tutti questi bisogni non vengono soddisfatti. In questo caso, i loro comportamenti possono aggravarsi, confondersi o scoraggiarsi nel tentativo di soddisfare il bisogno di sopravvivere, sentirsi amati o di appartenenza, raggiungere la libertà, acquisire potere o provare un senso di divertimento.
L'identità di genere è cruciale nello sviluppo dei giovani in quanto è una parte importante della loro identità sociale personale. La confusione e il questioning impliciti nella formazione dell'identità di genere possono essere influenzati dalla necessità di adattarsi a binari di genere o di aderire a ideali sociali costruiti dalla società dominante. Il sesso assegnato a una persona alla nascita, altrimenti noto come sesso natale, non è sempre intercambiabile con i termini identità di genere e ruolo di genere. Il sesso natale e l'identità di genere sono, tuttavia, componenti diverse dell'identità. L'identità di genere non si sviluppa necessariamente nella direzione del sesso natale di una persona e non è la stessa cosa del ruolo di genere; l'una è un senso fondamentale di sé, mentre l'altro implica l'adattamento di marcatori socialmente costruiti (ad esempio l'abbigliamento e il manierismo, inteso come bizzarria nel comportamento e nel modo di esprimersi) tradizionalmente pensati come maschili e femminili. Il sesso natale, l'identità di genere e il ruolo di genere interagiscono in modi complessi e ognuno di questi è anche separato dalla direzione della propria attrazione sessuale. Anche i costrutti sociali di mascolinità e femminilità possono giocare un ruolo nel creare confusione tra i giovani; possono avere un impatto sul modo in cui sentono di doversi comportare se si identificano con certe identità di genere o orientamenti sessuali. 
La consapevolezza dell'orientamento sessuale contribuisce fortemente alla formulazione dell'identità di genere. I due elementi sono ugualmente importanti nel contribuire allo sviluppo di un individuo durante la fase adolescenziale. La messa in discussione della sessualità o dell'orientamento sessuale di un giovane individuo entra in gioco in una varietà di situazioni, indipendentemente dall'esperienza o dalla mancanza di essa. Ad esempio, un individuo che generalmente si identifica come omosessuale può anche avere interazioni sessuali con il sesso opposto, ma non necessariamente sentirsi bisessuale. Inoltre, un individuo può anche identificarsi con un orientamento sessuale o un genere definitivo senza avere alcuna, o solo alcune interazioni o esperienze sessuali. 

### Aspetto sociale
L'aspetto sociale è un fattore significativo che può far sì che i giovani che si pongono domande sentano di trovarsi in un ambiente non sicuro per stabilire la propria sessualità o genere. Il bisogno di accettazione sociale da parte dei loro coetanei e di altri membri della società durante l'adolescenza dà all'individuo il senso di appartenenza; pertanto, la paura del rifiuto o della discriminazione può impedire ai giovani di rendere pubblica la propria identità incerta. 
L'eteronormatività può contribuire all'esitazione dei giovani nel rendere pubblica la loro identità di genere e sessualità. Ciò può essere dovuto al fatto che possono non trovarsi a proprio agio nell'adattarsi ai costrutti sociali di eterosessualità, mascolinità o femminilità, ossia ideali che non includono necessariamente le eccezioni e le differenze di altri generi e sessualità. L'accettazione di genere ha due influenze principali: incomprensione e paura dell'ignoto. Un conflitto interiore può sorgere quando l'individuo passa a un altro genere. Il costrutto sociale dell'eteronormatività è direttamente correlato al binarismo di genere; questi due costrutti sono spesso condizionati dal mainstream per essere più accettati, influenzando quindi l'accettazione di altri generi e sessualità, degli individui che potrebbero non adattarsi a quelle norme o essere fluidi tra più categorie. 
Alcuni giovani evitano di dichiarare o addirittura di riconoscere il loro orientamento sessuale a causa dell'omofobia. Riconoscere la propria identità lesbica, gay o bisessuale, o un'altra identità, può porre fine alla confusione. Per quanto riguarda l'identità di genere, i termini per coloro che non rispettano il sistema binario di genere sono, ad esempio, genderqueer, agender o gender neutral. Un articolo del The Journal of Counseling & Development afferma: "Le minoranze sessuali sperimentano due tipi di stress da stigma che differiscono in base alla natura oggettiva e soggettiva dello stress. A causa della sua natura persistente, lo stress da stigma può essere caratterizzato come uno stress cronico che le minoranze sessuali affrontano, esponendole a un rischio maggiore rispetto agli individui che non appartengono a minoranze sessuali di sviluppare uno stile di adattamento ruminativo". Quando un individuo sente che nessuno dei termini di identità di genere esistenti si applica a lui, o che non si adatta accuratamente a nessuna dicotomia, ciò può spesso portare a sentimenti di pressione, solitudine, anormalità e disperazione.
Secondo l'American Psychological Association, coloro che hanno difficoltà a riconoscere la propria sessualità o identità di genere potrebbero essere a maggior rischio di avere pensieri suicidi, depressione, sesso non protetto o di ricorrere a meccanismi di difesa dannosi come l'abuso di droga, alcol o autolesionismo. Gli studi dimostrano che i giovani che mettono in dubbio la propria identità sono a maggior rischio di vittimizzazione, pensieri suicidi e abuso di droga e alcol, anche più dei giovani lesbiche, gay e bisessuali, forse a causa dell'emarginazione da parte dei coetanei eterosessuali e LGB. 
L'Advocates for Youth Organization afferma che "gli studi stabiliscono collegamenti tra tentativi di suicidio e non conformità di genere, consapevolezza precoce dell'orientamento sessuale, stress, violenza, mancanza di supporto, abbandono scolastico, problemi familiari, senzatetto e uso di sostanze". Per gli adolescenti in stato di questioning, non solo è importante l'accettazione da parte dei loro coetanei, ma anche l'accettazione della loro famiglia è altrettanto importante. Tuttavia, non tutti i giovani ricevono il supporto di cui hanno bisogno dalle loro famiglie durante il processo di questioning. Ryan C. e altri, della San Francisco State University affermano che "i giovani GLBTQ con famiglie più "rifiutanti" [ossia che non vedono di buon occhio un figlio LGBTQ] hanno 8 volte più probabilità di dichiarare di aver tentato il suicidio, quasi 6 volte più probabilità di dichiarare alti livelli di depressione, più di 3 volte più probabilità di usare droghe illegali e 3 volte più probabilità di essere ad alto rischio di HIV e malattie sessualmente trasmissibili rispetto ai giovani GLBTQ con famiglie meno rifiutanti". La comunità sociale è un aspetto cruciale nel contribuire al benessere del proprio essere e alla salute mentale. Gli individui spesso si sentono più positivi riguardo al loro orientamento sessuale e alla loro identità di genere attraverso il sostegno e il rinforzo positivo, soprattutto da parte della famiglia, degli amici e dei conoscenti. 
Gli adolescenti che si mettono in questioning e ricevono supporto possono spesso vivere vite soddisfacenti e sane e attraversare il normale processo di sviluppo adolescenziale; coloro che affrontano bullismo, ostracismo o altre forme di oppressione hanno maggiori probabilità di essere a rischio di provare pensieri suicidi e di impegnarsi in attività ad alto rischio, come sesso non protetto e abuso di alcol e droghe. Un disturbo di ansia o depressione correlato all'incertezza sulla propria identità di genere o orientamento sessuale è stato classificato come disturbo della maturazione sessuale dall'Organizzazione mondiale della sanità nell'ICD -10, sotto "Disturbi psicologici e comportamentali associati allo sviluppo e all'orientamento sessuale". Quest'ultimo di per sé non è un disturbo e non è classificato sotto questa voce. Si differenzia anche dall'orientamento sessuale egodistonico in cui esso o l'identità di genere è represso o negato. 

### Supporto e aiuto

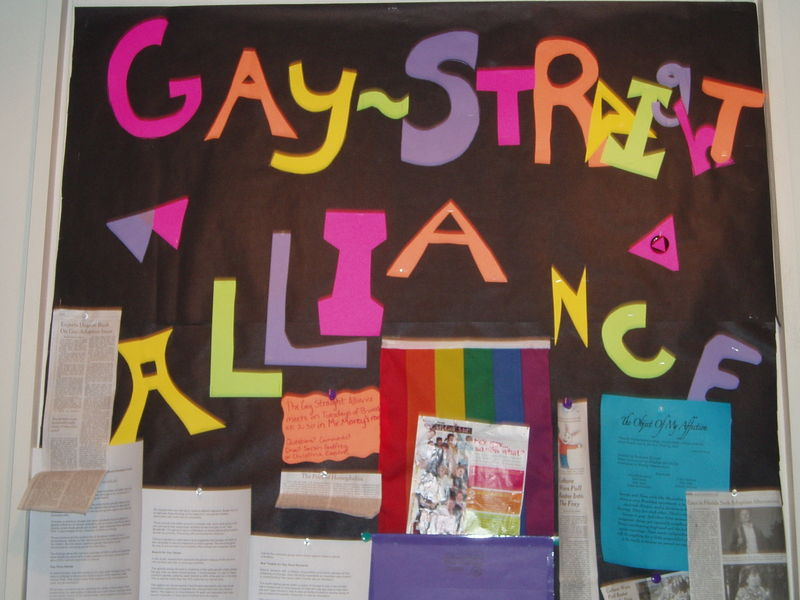
Un'alleanza gay-etero, genere-sessualità (GSA - gender–sexuality alliance) o queer-etero (QSA - queer–straight alliance) è un'organizzazione guidata dagli studenti o basata sulla comunità, che si trova nelle scuole medie, superiori, college e università. Si trovano principalmente negli Stati Uniti e in Canada.

Molti gruppi di studenti LGBT e la letteratura si occupano di questioning. I gruppi detti "alleanza gay-etero" ("GSA", che hanno lo scopo di fornire un ambiente sicuro e di supporto per persone LGBTQ+) accolgono e supportano gli studenti in fase di questioning in modo che non siano costretti a etichettarsi o a scegliere un'identità sessuale. Le pressioni, gli stigmi e la paura della discriminazione da parte dei coetanei e della società, possono scoraggiare molti dall'affrontare i problemi sviluppati attraverso il questioning del genere e della sessualità. Il supporto di amici e familiari è importante durante la fase dell'adolescenza poiché è il momento in cui si sviluppa la propria identità e si sperimentano i maggiori cambiamenti fisici e mentali. La comunità LGBTQ ha formato molti gruppi di supporto, centri di assistenza e spazi online che possono aiutare i giovani che cercano una guida e fornire informazioni utili per quanto riguarda il questioning del genere e della sessualità. Gli psicologi suggeriscono agli individui in fase di questioning di cercare aiuto attraverso terapia, forum della comunità online, organizzazioni di salute mentale, linee di salvataggio per la prevenzione del suicidio e consulenza. 

#### GSA nel mondo
Negli Stati Uniti, la prima GSA fu avviata nel 1988, a Concord, presso la Concord Academy da Kevin Jennings. La prima alleanza gay-etero in una scuola pubblica fu avviata alla Newton South High School (Newton) dall'insegnante Robert Parlin. Seguirono poi molte altre GSA in diversi altri Stati degli Stati Uniti.
A partire da luglio 2020, come riportato dal media Star Observer, l’Australia ha un’alleanza gay-etero istituita all’interno della Melbourne Grammar School.
Nel 2016, la Bulgaria è diventato il primo paese nei Balcani ad aprire un'alleanza gay-etero presso il Sofia American College.
La prima GSA in Canada è stata avviata nel 1998 alla Pinetree Secondary School di Coquitlam, nella Columbia Britannica. Seguirono poi molte altre GSA in diversi altri Stati canadesi.
Nel 2008, gli studenti dell'Università di Hong Kong hanno fondato la Queer Straight Alliance (QSA), una società registrata secondo le leggi di Hong Kong.
Il primo GSA in India è stato avviato alla Tagore International School di Nuova Delhi nel 2014 da un gruppo di studenti e dal loro mentore Shivanee Sen che avevano formato un'iniziativa di gruppo pro-LGBTQ nota come "Breaking Barriers", la prima campagna guidata dagli studenti in India ad affrontare le questioni LGBTQI (lesbiche, gay, bisessuali, transgender, queer, intersessuali).
La prima GSA in Messico è stata avviata da un gruppo di studenti nel 2004 presso l'American School Foundation, una scuola privata americana a Città del Messico.
I primi GSA nei Paesi Bassi sono stati avviati nel 2009. All'inizio del 2011, è stata avviata una campagna nazionale in televisione per promuovere i GSA nelle scuole olandesi, con la partecipazione di diversi giovani attori e cantanti noti.
Il Nelson College, il Nelson College for Girls, il Nayland College e altre scuole della Nuova Zelanda hanno istituito i GSA, spesso con il supporto di enti per la salute mentale dei giovani.
ILGA Portugal, ispirandosi al modello di alleanza gay-etero, ha introdotto il progetto Aliança da Diversidade (Alleanza per la diversità) nella regione settentrionale del Portogallo. Gruppi simili a GSA sono stati formati anche nelle università, tra cui quelle di Lisbona e Braga.
Il primo GSA nel Regno Unito è stato fondato nel 2000 da CN Lester alla Putney High School GDST. Seguirono poi altre GSA negli anni successivi.

## Adulti
A causa della fluidità dell'identità e della sessualità, l'esplorazione e il questioning possono verificarsi anche in età adulta. Gli studi hanno dimostrato che gli adulti di età compresa tra 18 e 75 anni possono identificare un cambiamento nelle loro attrazioni e/o identità di genere nel corso della loro vita. In una ricerca con sondaggio a cui hanno partecipato adulti transgender e non conformi al genere, il 58,2% ha riferito di aver cambiato attrazioni nel corso della loro vita. In uno studio longitudinale con partecipanti composti da adulti poliamorosi e monogami con identità sessuali e orientamento sessuale diversi, il 34% dei partecipanti ha riferito un qualche tipo di cambiamento di sessualità durante l'esperimento e poco più del 10% dei partecipanti si è spostato tra le sette categorie di identità sessuale codificate. 
Essere circondati da un ambiente eteronormativo e dove il queer non è accettato è un fattore che può ritardare o impedire a un individuo di mettere in discussione o esplorare il proprio orientamento e identità sessuale. Uno studio ha scoperto che l'assenza di un'adeguata informazione sulle tematiche LGBTQ+ e la mancanza di occasioni di confronto e discussione su di esse sono fortemente associate a livelli più elevati di stress negli adulti che si trovano nel processo di questioning o di esplorazione della propria identità sessuale. 

### Donne eterosessuali
Le donne che si identificano come eterosessuali, in particolare, hanno maggiori probabilità (rispetto agli uomini che si identificano come eterosessuali e rispetto sia agli uomini che ad altre donne che si identificano come minoranze sessuali) di trovarsi in una fase di sviluppo dell'identità chiamata "preclusione dell'identità", uno stato non esplorativo in cui l'individuo deve ancora mettere in discussione una parte della propria identità, incluso il proprio orientamento sessuale o il proprio genere. Spesso ciò si traduce nell'adozione dello standard sessuale predefinito della società, impegnandosi nell'eterosessualità senza porsi domande. Adrienne Rich scrive di come la società incoraggi l'eterosessualità in tutti gli aspetti del sostentamento femminile nel suo saggio "Eterosessualità obbligatoria ed esistenza lesbica", non solo plasmando le istituzioni per fornire benefici sociali ed economici per l'adozione della mentalità eterocentrica, ma anche creando barriere ai comportamenti che sfidano lo standard, inclusa l'omosessualità. 
Quando si esaminano eventi o comportamenti che possono dare inizio all'esplorazione o al questioning tra le giovani donne, uno studio composto da studentesse universitarie è stato in grado di categorizzare 5 eventi che avevano indotto il processo di questioning in loro. Tra i 5, le esperienze più popolari ruotavano attorno all'essere circondati da una comunità LGBTQ-friendly più positiva e aperta, e all'autovalutazione del comportamento omosessuale. Esempi di tali autovalutazioni riguardavano la riflessione sui propri sentimenti dopo aver baciato una donna o il confronto di tale esperienza con i propri sentimenti verso gli uomini.